# Mario Tullio Montano
Pour les articles homonymes, voir Mario Montano et Montano.
Mario Tullio Montano (né le 7 janvier 1944 à Montecatini Terme et mort le 27 juillet 2017 à Livourne (Toscane)) est un sabreur italien.

## Biographie
Mario Tullio Montano dispute deux éditions des Jeux olympiques. En 1972 à Munich, il est sacré champion olympique de sabre par équipe avec Michele Maffei, Rolando Rigoli, Cesare Salvadori et Mario Aldo Montano. Il est médaillé d'argent par équipe en 1976 à Montréal, avec Michele Maffei, Mario Aldo Montano, Tommaso Montano et Angelo Arcidiacono.

### Famille
Mario Tullio Montano est issu d'une famille d'escrimeurs : il est le neveu d'Aldo Montano (1910-1996) et l'oncle d'Aldo Montano (1978), ainsi que le frère de Carlo Montano  et Tommaso Montano et le cousin de Mario Aldo Montano.